# 辰ヶ山
辰ヶ山（たつがやま）は、徳島県徳島市に位置する標高197.2mの山である。

## 概要
旧名東郡国府町と名西郡入田村の境界に位置する山。南面は急傾斜をなし、北面は緩傾斜をなす。山の南側を鮎喰川が流れ、北側に気延山が聳え、西側には徳島カントリー倶楽部（月宮ゴルフ場）がある。
山麓一帯に果樹園があり、西の山麓には苗木・庭木の栽培がおこなわれている。また麓には四国八十八箇所・十四番札所常楽寺や十四番札所奥の院・慈眼寺等がある。